# Михайлевичи (Самборский район)
Михайлевичи (укр. Михайлевичі, пол. Michałiewiczie) — село в Рудковской городской общине Самборского района Львовской области Украины.
Население по переписи 2001 года составляло 833 человека. Занимает площадь 8,454 км². Почтовый индекс — 81434. Телефонный код — 3236.